# Alfredo Corell
Alfredo Corell Almuzara (Madrid, 19 de enero de 1963) es un inmunólogo, catedrático de universidad y divulgador científico español, miembro de la Sociedad Española de Inmunología, que fue nombrado Mejor Docente Universitario de España en 2018 en los II Premios Educa Abanca.

## Trayectoria

### Formación e investigación
Corell nació en Madrid en 1963. Es licenciado y doctor en Biología por la Universidad Complutense de Madrid (UCM), realizando la especialidad de Inmunología y la tesis doctoral en el Hospital 12 de Octubre de Madrid. Realizó una estancia posdoctoral en la Fundación Anthony Nolan de Londres. Durante 18 años realizó labores investigadoras y de diagnóstico inmunológico en diversos hospitales como el Hospital 12 de Octubre de Madrid.
Su trabajo en el área de la Inmunogenética y la Histocompatibilidad incluye el descubrimiento de un pseudogén del cromosoma 6 humano, dentro del sistema HLA: HLA-DRB6. Tiene más de 60 publicaciones científicas en revistas de alto impacto incluyendo la New England Journal of Immunology, The Lancet, Immunology Today y Mucosal Immunology.

### Docencia y Gestión Universitaria
Comenzó su carrera de docente como monitor de los Boy Scout cuando tenía veinte años de edad. En 1999 se convirtió en profesor de Inmunología en la Universidad de Valladolid. Sus técnicas de enseñanza incluyen iniciativas como Tus defensas salen de cañas, actividad que realizaba una vez al año en un bar del centro de Valladolid para explicar distintas partes del temario.
Se convirtió en director del Área de Formación Permanente e Innovación Docente de la Universidad de Valladolid.
En 2018, Corell participó en el seminario Inmunología e inmunoterapia: herramientas del siglo XXI de la Universidad Internacional Menéndez Pelayo (UIMP). Corell también es formador de formadores.
En febrero de 2021, Corell se convirtió en vicepresidente de la Asociación sin ánimo de lucro Paradigmia, una plataforma gratuita de formación en línea para estudiantes de ciencias de la salud del mundo hispanohablante.
En 2022 abandonó la Universidad de Valladolid para convertirse en catedrático de Inmunología en la Universidad de Sevilla, vinculando su plaza con la posibilidad de ejercer como facultativo especialista en el Hospital Universitario Virgen del Rocío.

### Divulgación científica
Corell es el coordinador del proyecto de innovación docente Immunomedia, una plataforma digital de divulgación en la que participan profesores de seis universidades españolas y dos extranjeras, que ha sido reconocida tanto nacional como internacionalmente.
Además, se hizo popular en las redes sociales gracias a sus métodos didácticos, con iniciativas como las «Inmunopíldoras», pequeños vídeos subidos a YouTube, en los que explica de manera gráfica y sencilla aspectos complejos de la inmunología.
Corell ha organizado diferentes actividades divulgativas con otros profesores o estudiantes, como la actividad Tus defensas salen de cañas. En su faceta de divulgador científico, colaboró frecuentemente con el programa de televisión informativo La Sexta Noche, dirigido por el periodista Iñaki López, así como con el programa Horizonte: Informe Covid, creado por Iker Jiménez, y en 2016 impartió una charla TEDxValladolid de innovación educativa.
Tiene un proyecto que enlaza enseñanza y divulgación con la participación de estudiantes de la Universidad de Valladolid. Bajo su tutela se aportan nuevas imágenes originales a Wikimedia Commons y se mejoran, actualizan y/o crean nuevas wikis relacionadas con la Inmunología en Wikipedia en español.

## Activismo
Corell ha denunciado el acoso sufrido en su centro universitario y de trabajo por ser homosexual.  Su visibilidad y compromiso con el colectivo LGTBI ha sido reconocido en varias ocasiones y le ha convertido en un referente LGTBI dentro de la ciencia.

## Premios y reconocimientos
En 2017 ganó el Premio a la Mejor iniciativa innovadora por el proyecto Immunomedia en SIMO EDUCACIÓN. Al año siguiente, obtuvo con el mismo proyecto el Premio Medes al fomento del español en la Ciencia que cada año concede la Fundación Lilly.
También en 2018, Corell fue reconocido, por sus cualidades didácticas, como Mejor Docente Universitario de España en los II Premios Educa Abanca, considerados los Premios Goya de la educación, que en su primera edición nombró ganador al profesor de la Facultad de Educación de la Universidad de La Coruña, Víctor Arufe.
En 2019, la Fundación Triángulo de Castilla y León le concedió el Premio Triángulo Rosa. En 2021, recibió el Premio `Personaje Único´ concedido por el suplemento Innovadores del diario El Mundo de Castilla y León. Ese mismo año fue reconocido con el Premio CSIC-Fundación BBVA de Comunicación Científica por su labor divulgadora durante la pandemia. Fue incluido en la Lista Forbes 2021 de los 100 españoles más creativos en el mundo de los negocios.
En 2023, fue reconocido con el Premio Baeza Diversa en la categoría educación y ciencia por su trayectoria en la educación, investigación y la divulgación científica, además de por su activismo y defensa de los derechos del colectivo LGTBIQ+, siendo premiados también el político Jaime de los Santos y la Manolita Chen por su respeto por la igualdad sexual y de género.
En 2024 recibió el Premio a la Excelencia Comunicativa de Servicio Público de la Universidad de Valladolid 2023 (ex aequo con Irene Vallejo).